# Bossalinie
Bossalinie è il secondo album del rapper statunitense C-Murder, pubblicato nel 1999 da No Limit, Priority Records e Virgin Music e certificato disco di platino dalla RIAA, debuttando con 180.000 vendite nella prima settimana, trainato dal successo underground dei singoli Like a Jungle e Gangsta Walk con Snoop Dogg.
Le collaborazioni del disco sono prevalentemente con artisti della No Limit Records, tra cui il fratelli Master P e Silkk the Shocker, e i seguenti Snoop Dogg, Nate Dogg, Kurupt, Sons of Funk,  Porsha, Goodie Mob e Daz Dillinger.

## Composizione
L'album tratta di tematiche tipicamente gangsta, tra cui la vita di strada, con risvolti più introspettivi e profondi rispetto al precedente album del rapper, Life or Death. Infatti nel disco il rapper varia le tematiche della vita di strada, parlando dell'amarezza nell'essere intrappolati nella vita criminale in brani come Ghetto Boy, Like a Jungle e Livin' Legend, della difficoltà nell'infanzia di chi cresce nei quartieri poveri in brani come Ghetto Boy e I Remember, della morte del fratello, ricordata in vari brani, e sottolineata nel brano Lord Help Us, dei soldi da lui guadagnati con la vita da gangster in brani come Ghetto Millionaire e Money Talks, e infine brani su come il rap e l'etichetta No Limit Records lo abbiano reso una 'star del ghetto', come Murder and Daz e Closin' Shop Down.
L'album presenta varie influenze musicali, dall'̪R&B, fino alla west coast, rimanendo comunque in una radice southern rap.

## Tracce
1. Intro – 0:49 – O'Dell
2. Ghetto Boy (featuring Kane & Abel & Mac) – 4:29 – Craig B
3. Like a Jungle – 3:24 – Master P
4. Gangsta Walk (featuring Snoop Dogg) – 3:14 – L.T. Hutton
5. Skit – 0:40
6. Livin' Legend (featuring Master P) – 2:50 – Master P
7. Money Talks (featuring Fiend & Silkk the Shocker) – 3:19 – KLC
8. Street Keep Callin' (featuring Dez & Monica) – 3:11 – Dez
9. Wballs (Skit) – 0:20
10. Ghetto Millionaire (featuring Kurupt, Nate Dogg & Snoop Dogg) – 4:14 – L.T. Hutton
11. Lord Help Us (featuring Sons of Funk) – 4:41 – Ontario Haynes
12. Bitch Niggas (skit) – 0:52
13. On My Enemies – 3:09 – O'Dell
14. Freedom (featuring Anita & Porsha) – 4:31 – KLC
15. Lil Nigga (featuring Master P) – 3:15 – Ke'Noe
16. Murder & Daz (featuring Daz Dillinger) – 4:02 – L.T. Hutton
17. Piano (skit) – 2:34
18. Nasty Chick (featuring Rico) – 3:09 – Ontario Haynes
19. I Remember (featuring Magic & Mo B. Dick) – 3:48 – Carlos Stephens
20. Dedication (skit) – 0:14 – --
21. Where We Wanna (featuring Goodie Mob) – 3:53 – KLC
22. Don't Wanna Be Alone (featuring Jazz) – 2:37 – Ontario Haynes
23. Still Makin' Moves (featuring Mo B. Dick & Master P) – 2:40 – Mo B. Dick
24. Can't Hold Me Back (skit) (featuring QB) – 1:59
25. Phone Call (skit) – 0:44
26. Ride On Dem Bustas (featuring Magic & Mr. Serv-On) – 4:34 – Ke'Noe
27. Closin' Shop Down (featuring Magic & Soulja Slim) – 2:53 – Mo B. Dick
28. Outro – 1:37 – O'Dell

## Classifiche

### Classifiche settimanali
| Classifica (1999)         | Posizione massima |
| ------------------------- | ----------------- |
| Stati Uniti               | 2                 |
| US Top R&B/Hip-Hop Albums | 1                 |

### Classifiche annuali
| Classifica (1999)         | Posizione massima |
| ------------------------- | ----------------- |
| US Top R&B/Hip-Hop Albums | 59                |